# OFKキキンダ
オムラディンスキ・フドバルスキ・クルブ・キキンダ（セルビア語: Омладински фудбалски клуб Кикинда, セルビア・クロアチア語: Omladinski fudbalski klub Kikinda）は、セルビアのヴォイヴォディナ・キキンダをホームタウンとするサッカークラブである。

## 歴代所属選手
- ムラデン・クルスタイッチ 1993-1995